# 戴维·麦凯克恩
戴维·麦凯克恩（英語：David MacEachern，1967年11月4日—），加拿大男子雪车运动员。他曾代表加拿大参加1992年、1994年和1998年冬季奥林匹克运动会雪车比赛，其中1998年冬季奥运会获得一枚金牌。